# Caldera de Bonyoma
Die Caldera de Bonyoma auf der Insel Bioko ist eine Caldera im Nordteil des afrikanischen Staates Äquatorialguinea, unweit des höchsten Gipfels Pico Basile.

## Geographie
Die Caldera de Bonyoma ist ein Einsturzkrater eines Vulkans in der Nähe des Hauptgipfels der Insel. Der Krater liegt etwa 1,5 km nordwestlich des Pico Basile im Gebiet von Bioko Norte und im Parque nacional de Pico Basilé. Er erhebt sich auf eine Höhe von 2031 m.